# Болонино (Тверская область)
Болонино — село в Краснохолмском муниципальном округе Тверской области. 

## География
Село находится на берегу речки Болонинка в 41 км на северо-восток от города Красный Холм на границе с Ярославской областью. 

## История
В 1823 году в селе была построена каменная Покровская церковь с 3 престолами, метрические книги с 1784 года.
В конце XIX — начале XX века село входило в состав Мартыновской волости Весьегонского уезда.
С 1929 года село входило в состав Мартыновского сельсовета Краснохолмского района Бежецкого округа Московской области, с 1935 года — в составе Овинищенского района Калининской области, с 1956 года — вновь в составе Краснохолмского района, с 2005 года — в составе Мартыновского сельского поселения, с 2013 года — в составе  Лихачёвского сельского поселения, с 2019 года — в составе Краснохолмского муниципального округа. 

## Население
| 1859 | 1889 | 2010 |
| ---- | ---- | ---- |
| 241  | ↗279 | ↘28  |

## Достопримечательности
В селе расположена действующая Церковь Покрова Пресвятой Богородицы (1823).